# リスボン大学植物園
リスボン大学植物園（Jardim Botânico da Universidade de Lisboa:JBUL）はポルトガルのリスボンのEscola Politécnicaにある植物園である。

## 歴史
リスボン実業学校（Escola Politécnica de Lisboa、後にリスボン大学に統合される）の教育と実験のために建設が計画された。1859年に学校の理事会が植物園の用地を選定し、1873年から建設が始められた。計画を推進したのは植物学者のフィカーリョ（Franciso Manoel Carlos de Mello de Ficalho)と政治家のコルボ（João de Andrade Corvo）で、植物園の建設は、ドイツ生まれの造園技術者でコインブラ大学植物園の建設にも参加した、エドゥムント・ゴーチェ（ Edmund Goeze）が監督し、植物園の高地部に裸子植物、被子植物を配置した。1876年にフランス生まれのジュール・アレクサンドル・ダヴォー（Jules Alexandre Daveau）が低地部の池や滝、ヤシの通りなどを作園し、植物を植えた。
1878年に開園式が行われ、熱帯種や、ニュージーランド、オーストラリア、中国、日本、南米からの植物が展示された。
その後の施設や植物の劣化のために2016年に一般公開を休止して、改修工事が行われた。

## 植物園の画像

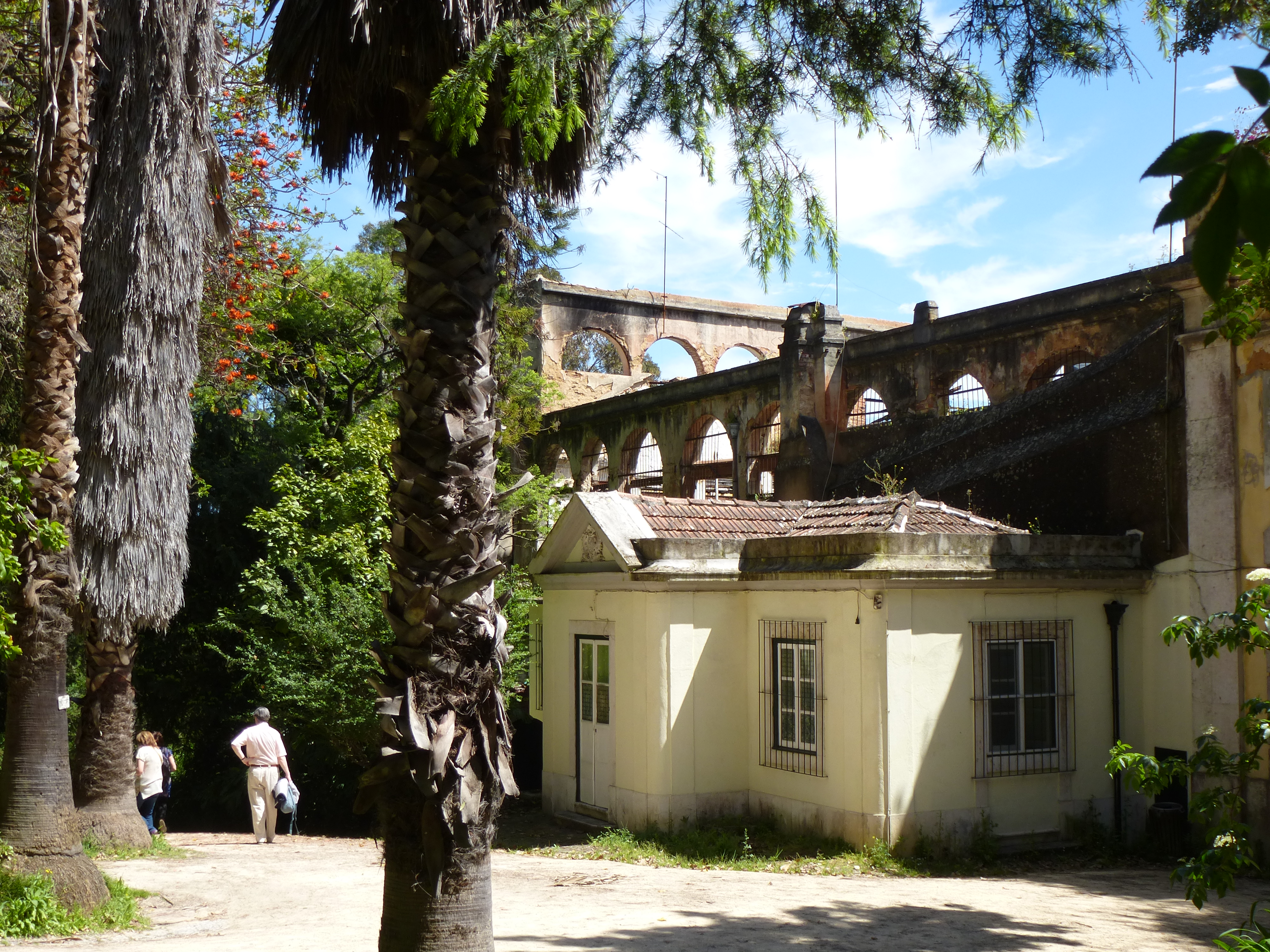
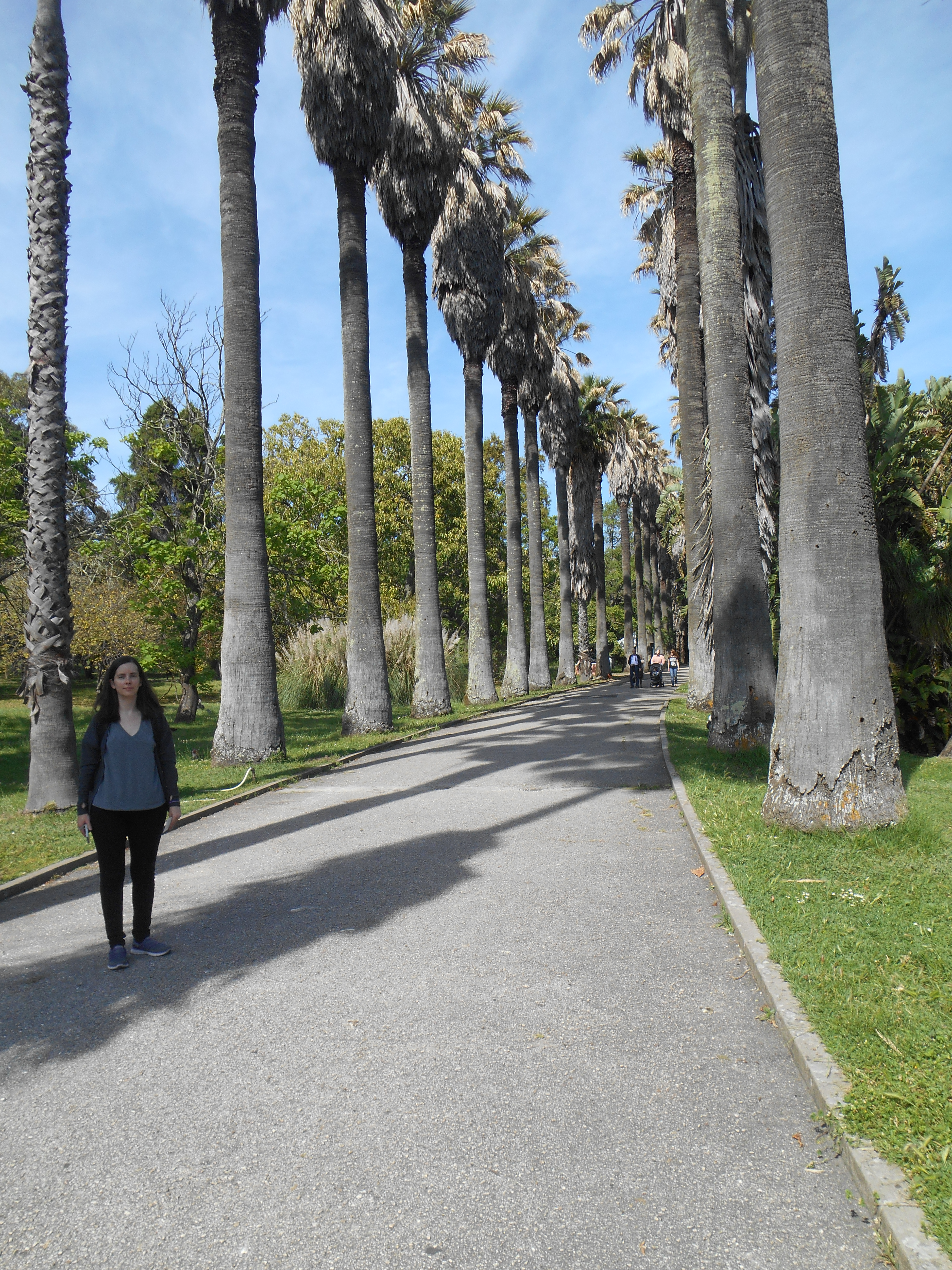
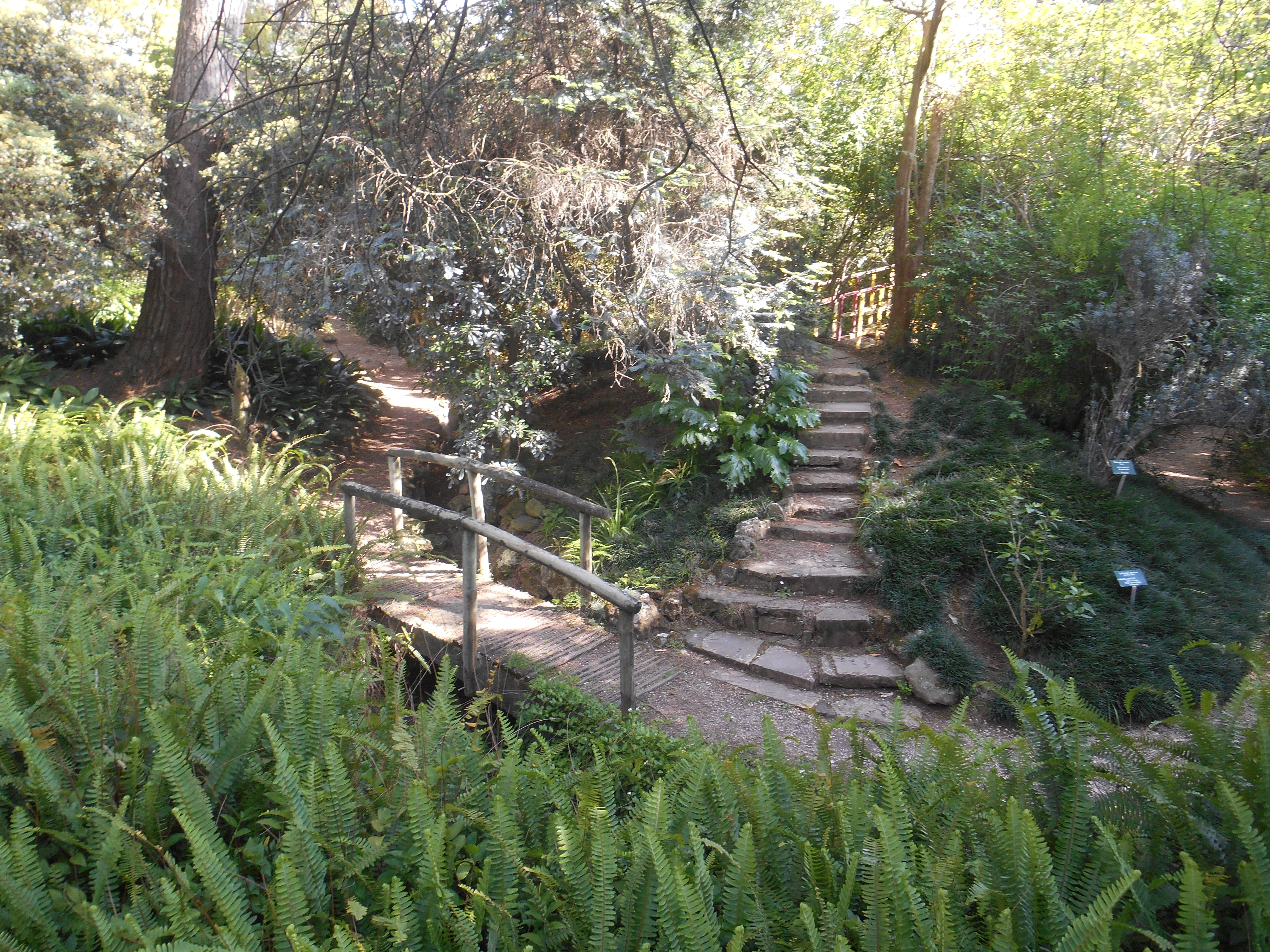
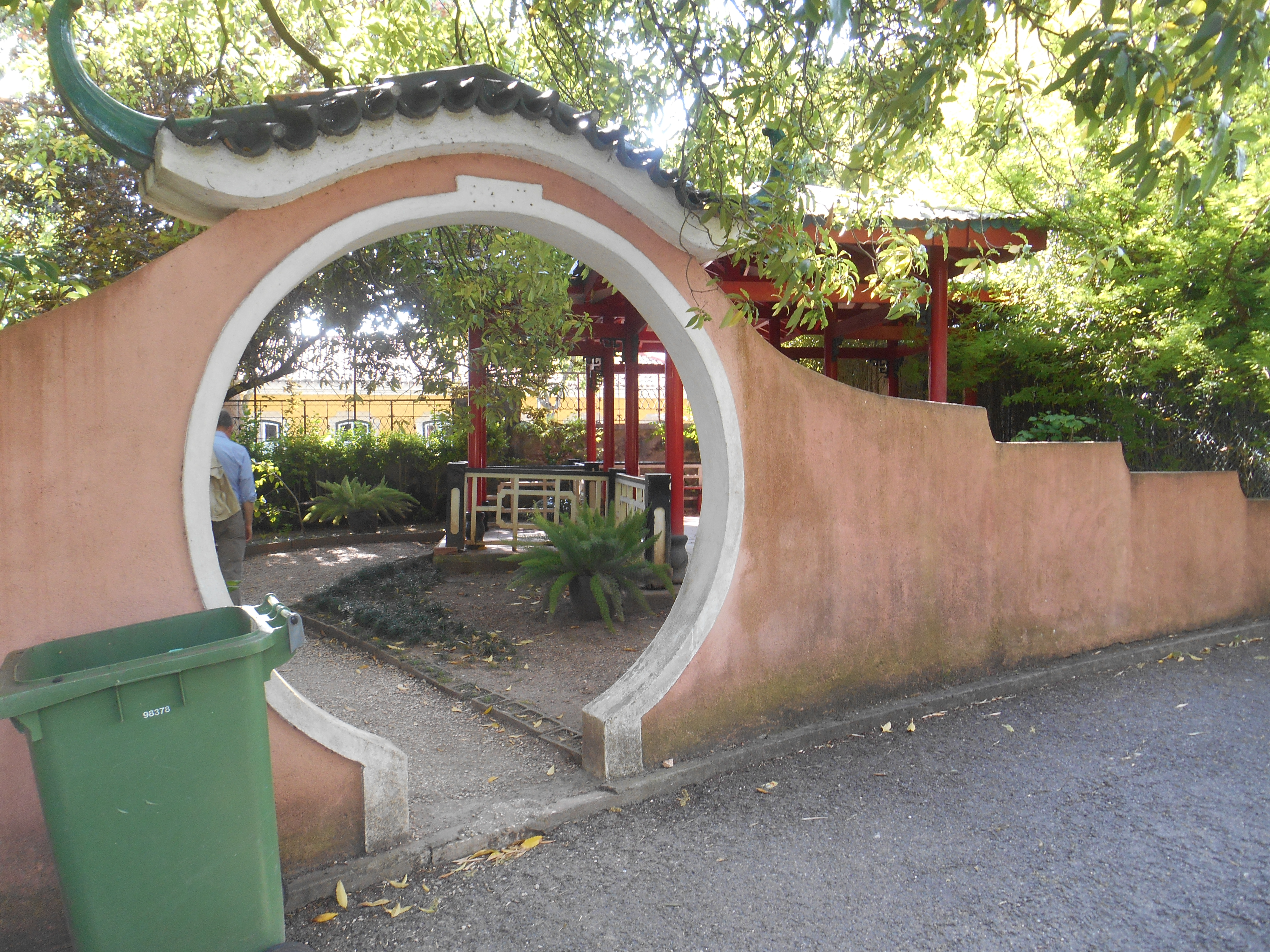
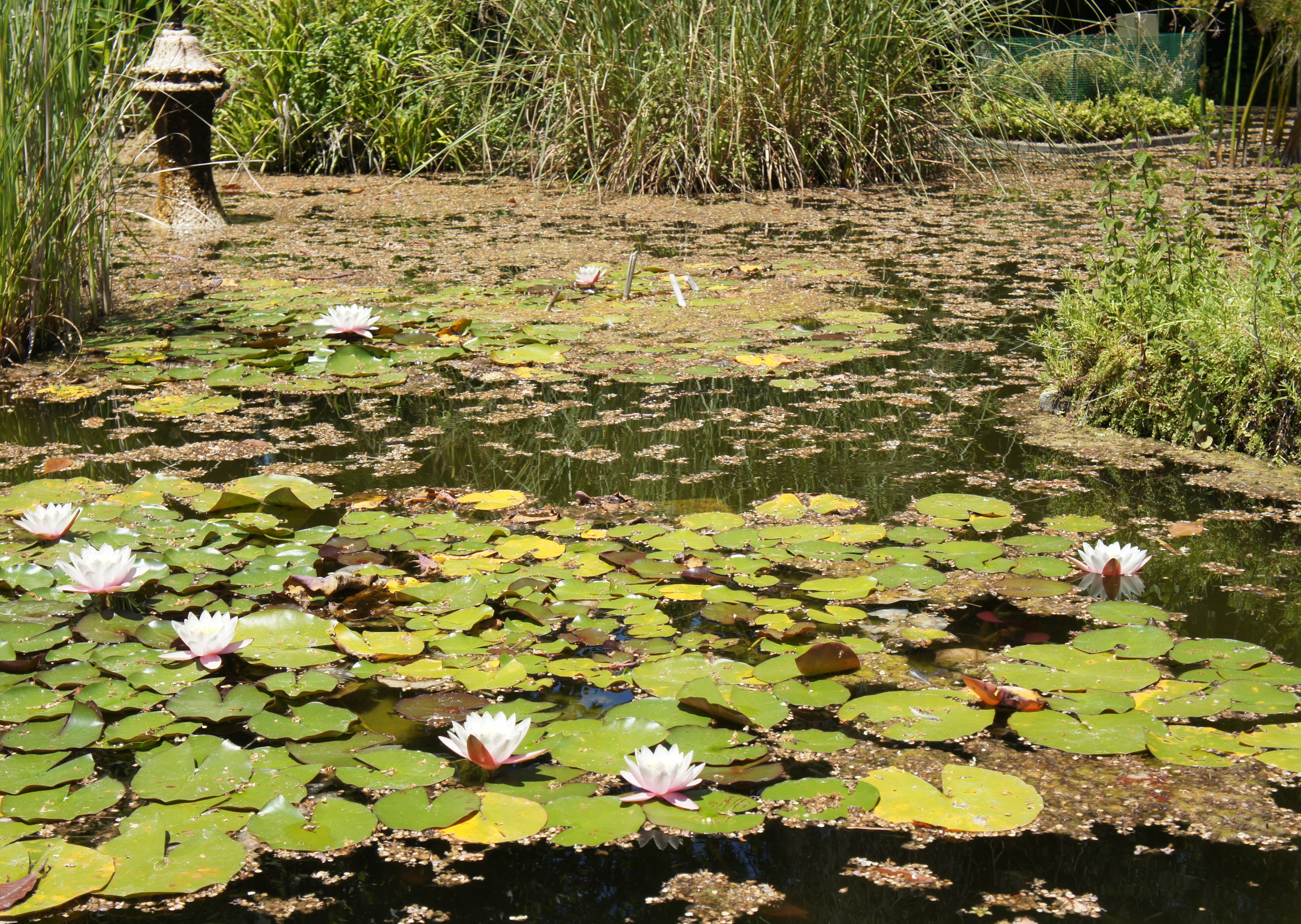
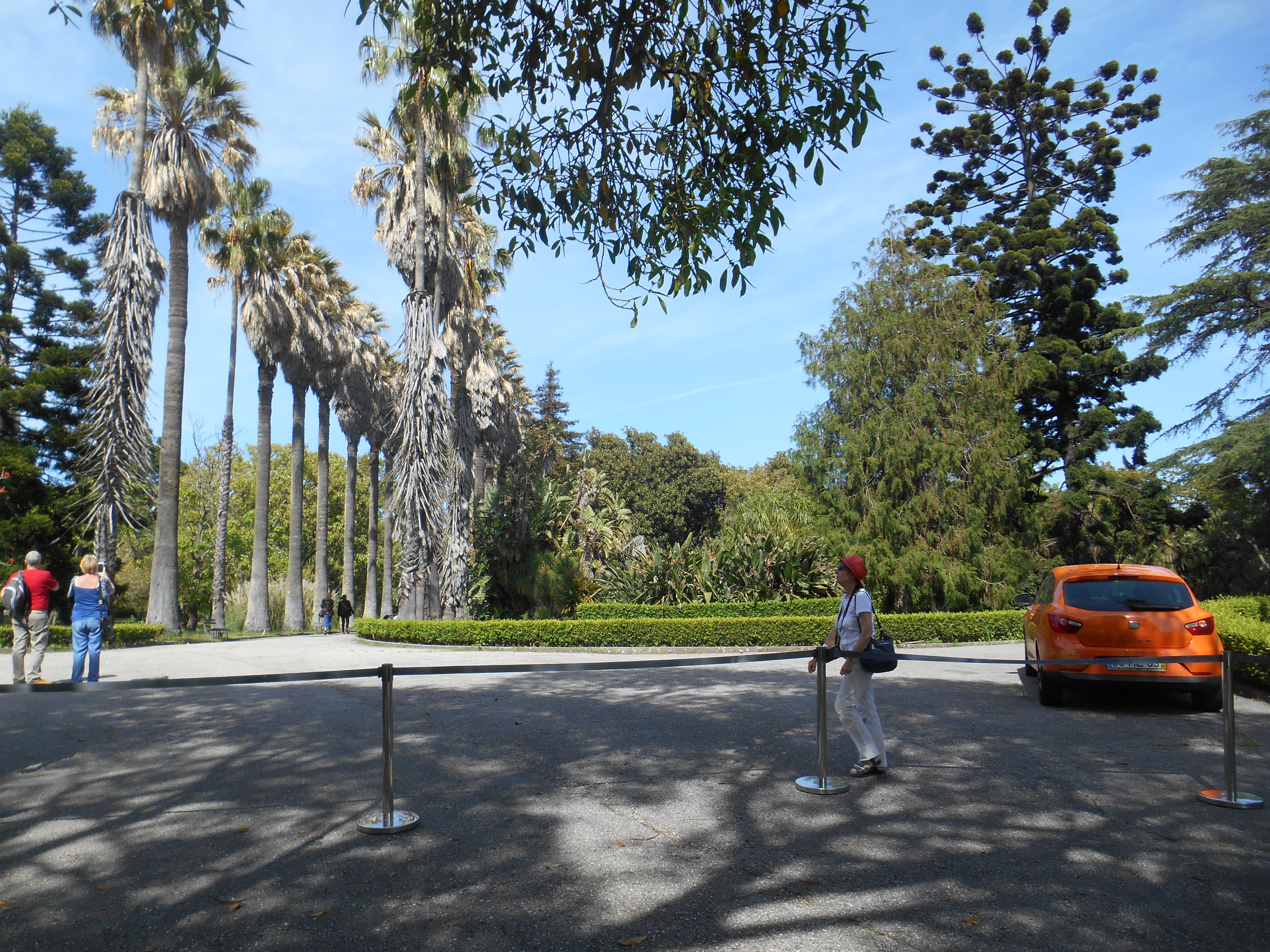